# Arsia Chasmata
Gli Arsia Chasmata sono una struttura geologica della superficie di Marte.